# 泰来农场
泰来农场是一个位于中华人民共和国黑龙江省齐齐哈尔市泰来县的农场，亦是黑龙江省农垦齐齐哈尔管理局所属的一个农场。
泰来农场东临嫩江与杜尔伯特蒙古族自治县隔江相望，西、南两面分别与内蒙古、吉林交界。1948年建场，占地15.3万亩，其中耕地8万亩，总人口3000人。

## 行政区划
泰来农场下辖以下单位：
泰来场直社区和泰来非场直生活区。